# Company of Heroes (film)
Pour plus de détails, voir Fiche technique et Distribution.
Company of Heroes est un film de guerre américain réalisé en 2013 par Don Michael Paul. Le film est inspiré par le jeu vidéo du même nom.

## Synopsis
Hiver 1944 : perdus derrière les lignes ennemies, lors de la Seconde Guerre mondiale, des soldats américains découvrent un site d'essai de bombe nucléaire allemand entièrement dévasté. Voulant récupérer cette arme de destruction massive, ces hommes se rendent à Stuttgart puis à Haigerloch dans une usine allemande sous haute sécurité.

## Fiche technique
- Titre : Company of Heroes
- Titre québécois : World War II : Les Héros de l'ombre
- Réalisation : Don Michael Paul[1],[2],[3]
- Scénario : David Reed[1],[2], Danny Bilson, Paul De Meo (en)[3]
- Direction artistique :
- Décors :
- Costumes : Anna Gelinova[1]
- Montage : Cameron Hallenbeck[1]
- Musique : Frederik Wiedmann[1]
- Photographie : Martin Chichov[1]
- Son :
- Production : Jeffrey Beach, Phillip J. Roth, Cherise Honey[1]
- Sociétés de production :
- Sociétés de distribution :
- Pays d'origine :  États-Unis
- Budget :
- Langue originale : anglais
- Durée : 100 minutes
- Format : Couleurs
- Genre : Guerre
- Dates de sortie :

 États-Unis : 26 février 2013
 France : 11 mars 2013 en DVD

## Distribution
- Tom Sizemore (VF : Renaud Marx) : Lieutenant Dean Ransom[1],[2],[3]
- Chad Michael Collins (VF : Alexis Victor) : Nate Burrows[1],[2],[3]
- Vinnie Jones (VF : Guillaume Orsat) : Brent Willoughby[1],[2],[3]
- Dimitri Diatchenko (en) (VF : Gilles Morvan) : Ivan Puzharski[1],[3]
- Neal McDonough (VF : Bruno Dubernat) : lieutenant Joe Conti[1],[2],[3]
- Sam Spruell (VF : Anatole de Bodinat) : Sergent Matherson
- Richard Sammel (VF : Thierry Ragueneau) : Commandant Beimler[1],[3]
- Melia Kreiling (VF : Julie Judd) : Kestrel[1],[3]
- Philip Rham : Lieutenant Schott[1],[3]
- Alastair Mackenzie (VF : Franck Capillery) : Duncan Chambliss[1],[3]
- Jürgen Prochnow (VF : Jean-Louis Faure) : Dr. Luca Gruenewald[1],[2],[3]
- Peter Ladjev : Ricky Rizzo[3]
- Ivo Arakov : Johnny Lewis[1],[3]
- Atanas Srebrev (de) : L'officier de l'OSS[3]
- Zara Dimitrova : Fille du vestiaire[3]
- Hristo Balabanov : Garde nazi[3]
- Uti Bachvarov : cuisinier allemand[3]
- Alexander Nosikoff : chanteur d'opéra[3]
- Vanya Rankova : L'épouse de Beimler[3]

## Analyse
Dans la scène où Ransom entre dans l'opéra de Stuttgart, on peut distinguer à sa droite une affiche de concert pour les Gurre-Lieder d'Arnold Schöenberg, alors que ce compositeur était alors persona non grata en Allemagne nazie, considéré comme musicien « juif » et « dégénéré ».